# Ngựa Sanfratellano
Ngựa Sanfratellano (hoặc Razza di San Fratello) là giống ngựa nhẹ của Ý có nguồn gốc ở San Fratello, Sicily. Chúng là một giống ngựa khỏe mạnh được sử dụng để cưỡi ngựa, thồ hàng và kéo xe nhẹ.

## Lịch sử
Ngựa San Fratellano đến từ San Fratello, ở vùng núi Nebrodi thuộc tỉnh Messina ở Sicily. Những con ngựa được phát triển và được nuôi trong một môi trường sống bản địa dẫn đến một giống ngựa mạnh mẽ, khỏe và được biết đến với độ bền bỉ của chúng.
Một công chúa Lombard, Adelaide del Vasto, kết hôn với Roger I của Sicily, một quý tộc Norman, vào thế kỷ 11. Sicily được cai trị bởi các lãnh chúa Norman vào thời điểm đó, và Công chúa Adelaide del Vasto đã mang dàn hộ vệ đến Sicily, bao gồm một số hiệp sĩ và những con ngựa của họ. Cho đến ngày nay, người dân San Fratello nói một phương ngữ Lombard, khác với ngôn ngữ Sicilian của các khu vực xung quanh. Giống ngựa San Fratellano được cho là có nguồn gốc từ những con ngựa của hiệp sĩ Lombard.
Loài này đã giao phối với các giống ngựa của Anglo-Arab, ngựa Anglo-Arab, ngựa Anglo-Arab Tây Ban Nha, ngựa Salerno và ngựa Nonius của Tây Ban Nha, và vẫn giữ khá nhiều đặc điểm nguyên thủy. Loài ngựa này giống với giống ngựa của Ý, Maremmano. Giống ngựa này được lựa chọn cẩn thận để nhân giống, và hầu hết các con ngựa được đào tạo khi còn non như ngựa thồ.